# Love (Roman)
Love (engl. Lisey’s Story) ist ein Roman von Stephen King aus dem Jahr 2006. Die Übersetzung ins Deutsche von Wulf Bergner veröffentlichte der Heyne Verlag ebenfalls 2006.

## Inhalt
Zwei Jahre nach dem Tod ihres Mannes, des berühmten Schriftstellers Scott Landon, wird Lisey Landon beim Ausräumen seines Schreibbüros und dem Sichten seiner Unterlagen mit der Vergangenheit konfrontiert. Viele der von Lisey verdrängten Erinnerungen an die gemeinsame Ehe sind für sie erschreckend, sodass Lisey sich nur langsam und mithilfe von Scott, der vor seinem Ableben Hinweise für sie hinterlassen hatte, an sie erinnern kann. Zentrales Thema dieser Erinnerungen ist neben Scotts traumatischer Kindheit auch der Ort Boo'ya Mond (siehe auch unten), wo es idyllische Landschaften gibt. Dort befindet sich auch ein Teich, dessen Wasser Heilung bringt. An diesem sollte man sich nicht nach Sonnenuntergang aufhalten, da ein riesiges Wesen namens "Longboy" herumstreift, dessen Aufmerksamkeit man besser nicht auf sich ziehen sollte.
Als Dooley, ein fanatischer Fan, der die letzten Arbeiten Scotts posthum veröffentlicht sehen will, Lisey angreift, versteht diese, dass sie ihre Erinnerungen nicht länger verdrängen darf und sie sogar der Schlüssel zu ihrem eigenen Überleben sind.
Nach und nach fällt Lisey immer mehr aus der gemeinsamen Zeit mit ihrem Mann ein. Es gelingt ihr, in die Welt Boo'ya Mond zu gelangen, in der sie früher schon mit Scott war. Mit dem besonderen Teichwasser dieser Welt gelingt es ihr – nachdem sie von Dooley angegriffen und verletzt wird – sich selbst und wenig später auch ihre in Katatonie befindliche Schwester Amanda zu heilen. Schließlich vollbringt sie es, Dooley nach Boo'ya Mond zu locken, wo dieser von dem „Longboy“-Wesen gefressen wird.

## Genre
Das Buch lässt sich nicht eindeutig einem Genre zuordnen. Es überwiegen Elemente aus Horror-, Fantasy- und Liebesgeschichte. Der Übergang zwischen verschiedenen Genres verläuft bei Love fließend.

## Hintergrund
Stephen King bekam die Idee zu Love, als er 1999 nach seinem schweren Autounfall mit einer Lungenentzündung im Krankenhaus lag und seine Frau die Gelegenheit nutzen wollte, sein Schreibstudio aufzuräumen. Als King zurückkam, war sie jedoch nicht fertig geworden und King traf auf ein völliges Durcheinander. Sein Gedanke: 'So würde es hier aussehen, wenn ich bei dem Unfall tatsächlich gestorben wäre.'
King selbst bezeichnete Love als sein bislang bestes Buch (kurz nachdem er Das Bild als eines seiner schlechtesten verwarf), betonte aber (wie auch in seinem Nachwort des Romans), dass Lisey kein Spiegelbild seiner eigenen Frau sei. Im Nachwort ist zu lesen, dass einer seiner Professoren King die Idee eines Sprach-Pools vermittelte, was schließlich zu Boo'ya Mond führte.

## Parallelen zu früheren Werken / Verknüpfungen
- Wie vor allem in Kings Roman Sie und teils auch in seiner Novelle Das heimliche Fenster, der heimliche Garten (aus der Sammlung Langoliers) beschreibt er hier seine Angst vor verrückten Fans. Scott wird in einer Szene angegriffen, die deutlich John Lennons Tod widerspiegelt (woraus King in seinem Interview auch keinen Hehl macht); Lisey selbst ist Opfer eines Fanatikers namens Dooley, der sogar in ihr Haus eindringt.
- Die Idee der fremden Welt, die Lisey erst zögerlich beschreitet und in die sie schließlich flüchtet, zeigt Parallelen zu Der Talisman und vor allem zu Das Bild, dem Buch, in dem eine Frau namens Rose in einem Gemälde ein Tor in eine andere Welt findet. So erinnert Dooley auch an Roses wahnsinnigen Ehemann Norman, beide folgen ihrer Beute in die parallele Welt und erleiden ein ähnliches Schicksal. Auch der Roman Der Buick wird in Erinnerung gerufen – der erste Blick in die Dimension, deren Portal der Buick darstellt, ähnelt Liseys ersten Eindrücken von Boo'ya Moon deutlich.
- Der wahnsinnige Dooley wurde in Shooter's Knob geboren, einem Ort, der aus Das heimliche Fenster, der heimliche Garten (Sammlung Langoliers) bekannt ist.
- Die Deep Cut Road ist ein wichtiger Bestandteil von Duddits.
- Liseys Schwester Darla ist ein Fan von Mike Noonan, dem Schriftsteller aus Sara.
- Lisey erwähnt Gilead aus Der Dunkle Turm und spricht auch vom dunklen Turm der Zeit selbst.
- Lisey kennt das Kingdom Hospital.
- Die von Lisey bevorzugten Zigaretten, Salem Lights, sind eine deutliche Anspielung auf Brennen muss Salem.
- Norris Ridgewick ist wieder da. In Stark – The Dark Half und In einer kleinen Stadt noch Deputy, der sich um ein Haar das Leben genommen hätte, ging es danach bergauf mit seinem Leben. In Das Spiel ist er zum Sheriff befördert worden; in Love erfahren wir, dass er geheiratet hat und auf Hochzeitsreise ist.
- Andy Clutterbuck, Detective aus Needful Things, schien in arger Not, als man in Es wächst einem über den Kopf (Sammlung Albträume) erfuhr, dass er sich systematisch zu Tode soff – in Love ist er wieder voll zur Stelle.
- Der Titel von Scotts extremsten Buch, Empty Devils, ist ein eindeutiger Bezug auf Dr. Sleep, in dem menschlichen „Steam“ saugende Wesen auch immer wieder als „leere Teufel“ bezeichnet werden.

## Boo'ya Mond
Boo'ya Mond ist eine fiktive Welt, in die Protagonisten sowohl nur psychisch, als auch psychisch und physisch reisen können. Bei der rein psychischen Reise verbleibt der Körper der Personen in der realen Welt, er verfällt jedoch in einen katatonischen Zustand, aus dem er sich häufig nicht selbst befreien kann. Unter anderem verfällt Liseys Schwester Amanda in diesen Zustand.
Boo'ya Mond ist eine auf den ersten Blick idyllische und von keiner Menschenseele bewohnte Welt, sie wird jedoch bei Sonnenuntergang vom paradiesischen zum gefährlichen Ort. Sie birgt außerdem ein tödliches Wesen, das Scott den „Longboy“ nennt und der das mythische Böse verkörpert. Dennoch kommen Scott und andere immer wieder dorthin, denn Boo'ya Mond beinhaltet den „Pool“, eine Gestalt gewordene Quelle der Inspiration, einen See, der jedem, der darin badet, Heilung von Verletzungen und Krankheiten verspricht. Vom Pool geht eine Faszination aus, die nach einiger Zeit des Betrachtens dazu führt, dass sich der Betrachter ähnlich einer Sucht nicht mehr abwenden kann und dort gefangen ist (Katatonie in der realen Welt). An einer Seite des Pools ragen gewaltige Steinstufen gen Himmel, auf denen in Tücher eingehüllte Gestalten (Verstorbene), sowie regungslos starrende Menschen sitzen, die nur noch Augen für den Pool haben.

## Hörbuch
Im amerikanischen Original wurde Lisey’s Story von der Schauspielerin Mare Winningham auf 18 CDs gelesen, mit einem Nachwort von King selbst.
Auch ein deutschsprachiges Hörbuch ist erhältlich, das von Regina Lemnitz gelesen wird (wahlweise auf 18 CDs oder auf 4 MP3-CDs).

## Serienadaption
Der Streamingservice Apple TV+ adaptierte das Buch als Miniserie mit Julianne Moore in der Hauptrolle als Lisey Landon. Die ersten zwei von 8 Folgen wurden am 4. Juni 2021 veröffentlicht, die restlichen Folgen einzeln mit jeweils einer Woche Abstand.

## Kritik
King bezeichnete Love 2014 als sein in seinen Augen bis dahin stärkstes Buch. Auch viele Kritiker kommen zu einem sehr positiven Urteil. Schriftsteller Nicholas Sparks bezeichnet Lisey und Scott 'the most vivid, touching and believable characters in recent literature' ('die lebendigsten, am meisten ans Herz gehenden und glaubwürdigsten Charaktere der jüngeren Literatur'); Pulitzer-Preis-Gewinner Michael Chabon meint: 'I have never been more persuaded than by this book of his greatness' ('kein Buch hat mich mehr von seiner Größe überzeugt als dieses'). Laut King war selbst seine sonst sehr kritische Frau Tabitha nach der Lektüre des Romans ergriffen und still.